# 베이비 테이트
베이비 테이트(Baby Tate, 1996년 5월 13일 ~ )는 미국의 래퍼, 싱어송라이터, 음악 프로듀서이다.

## 음반 목록

### 정규 음반
- Girls (2019)

### 믹스테잎
- Mani/Pedi (2022)

### EP
- ROYGBIV (2015)
- Xmas (2016)
- Cuddy Buddy (2018)
- Boys (2018)
- Summer Lover (2018)
- After the Rain (2020)